# Генуезький (мис)
44°50′23″ пн. ш. 34°56′13″ сх. д. / 44.83972° пн. ш. 34.93694° сх. д.
Генуезький (крим. Geneviz) — слабовиражений мис у східній частині Південного берега Криму. Розташований у Капсихорській бухті на схід від мису Агіра і на захід від мисів Партизанський та Ай-Фока біля села Морське. Утворився у квітні-травні 1967 року внаслідок глетчероподібного Генуезького зсуву шириною 315 метрів, що висунувся в море на 10-15 метрів з боку урочища Аунлар..

## Опис
З мису Генуезький у бік Судака видно миси Партизанський, Ай-Фока, Чікенин, Меганом, Алчак; у бік Алушти — Агіра та головну гряду Кримських гір, що завершується Аю-Дагом. Від Капсихорської долини мис відокремлений регіональною автодорогою Р 29 Алушта — Феодосія та урочищем Аунлар.
У природному відношенні мис належить до східної частини Кримського Субсередземномор'я, розташований на південному макросхилі Головної гряди Кримських гір і відноситься до зсувного узбережжя.
Назву отримав на честь розташованої неподалік середньовічної башти-донжона Чобан-Куле замку Тасили, що належала генуезьким феодалам братам ді Гуаско.

## Геологічні особливості
У геологічній будові узбережжя, що включає мис Генуезький, бере участь комплекс автохтонних порід таврійського (T3-J1) та середньоюрського (J2) флішу, що оголилися в ході альпійських горотворчих рухів, коли південне крило мегантиклінорія Гірського Криму було занурено під рівень Чорного моря. Домінуючими породами в ескьординському фліші є аргіліти — темно-сірі, злегка коричневі або зеленуваті, іноді майже чорні, досить слабо метаморфізовані. Алевроліти відіграють підпорядковану за потужністю роль, утворюючи прошарки завтовшки від кількох сантиметрів до 1 метра, нерівномірно розподілені серед глинистих порід.
На ділянці приморського схилу між мисами Агіра та Ай-Фока південнобережний меланж складається з глиб (кластолітів) тріас-нижньоюрського віку, складених перем'ятими шарами пісковиків, аргілітів та алевролітів. У матриксі та на поверхні кластолітів розвинені дрібні щітки гідротермального кварцу, гірського кришталю, а також алуштит, цеоліти та інші мінерали з температурою утворення 200—240 °C..
Мис має яскраво виражений зсувний рельєф, зумовлений характерними для зсувного рельєфу південного схилу гори Хади-Бурун формами: зсувними цирками (зсувними уступами), зсувними блоками (деляпсій) та зсувними терасами, висунутими в бік моря.
Генуезький зсув, що утворив Генуезький мис, є найбільшим зсувом у Капсихорській бухті. Його довжина становить 840 метрів, ширина близько 250 метрів, потужність деляпсія 40 метрів. У зв'язку з незначною шириною пляжу (від трьох до дванадцяти метрів) язик зсуву постійно розмивається морем, внаслідок чого на пляжі Генуезького мису систематично спостерігаються обвали ґрунту.
У середині 1960-х років Генуезький зсув зміщувався з боку урочища Аунлар у бік моря зі швидкістю понад 1 метр на рік, проте у квітні-травні 1967 року швидкість сповзання різко збільшилася до 1,5 — 2 метрів на добу. Зсув зруйнував регіональну автодорогу Р 29 Алушта — Феодосія протягом 315 метрів, накрив джерело прісної води та частину пляжу мису Агіра, висунувся в море на 10-15 метрів і утворив новий слабовиражений мис.